# 段铿
段铿（4世纪—416年），雍州冯翊人。十六国前秦、后秦官员。

## 生平
365年，雍州秀才段铿对策，中第被苻坚拜吏部郎中，孝廉通经之人十余位，都拜县令县长。376年，苻坚派遣使持节、武卫将军苟苌和左将军毛盛、中书令梁熙、步兵校尉姚苌等人统军队逼近西河驻扎，派尚书郎阎负、梁殊征召张天锡来朝。这时，前秦的步、骑兵有十三万人，军司段铿对周虓说：“以这么多的兵众出战，有谁能挡！”周虓说：“在戎狄之人这里，确实从来没有过。”385年，苻坚为慕容冲所逼，走入五将山。慕容冲入长安。司隶校尉权翼、尚书赵迁、大鸿胪皇甫覆、光禄大夫薛讃、扶风太守段铿等文武数百人投奔后秦。
后秦时，段铿性情反复投机，姚苌欣赏他广博学识，让他担任为侍中。尹纬以为不可，姚苌不从。尹纬当众羞辱段铿，段铿於心不平。姚苌对尹纬说：“你不好学，为什么憎恨学者？”尹纬说：“臣不憎恨学者，憎恨段铿不正。”姚苌说：“卿没有自知之明，自比萧何，真比得上吗？”尹纬说：“汉高祖与萧何都出身布衣，因此互相看重。陛下出身贵族，所以看不起臣。”姚苌说：“卿实在比不上萧何，为什么不承认？”尹纬说：“陛下比得上汉高祖吗？”姚苌说：“朕确实不如汉高祖，卿更不如萧何。”尹纬说：“汉高祖胜过陛下的，就是能疏远段铿之徒。”姚苌默然不语，于是出段铿为北地郡太守。